# Групова збагачувальна фабрика «Новопавлівська»
Групова збагачувальна фабрика «Новопа́влівська» — фабрику здано до експлуатації у 1956 році. Проєкт виконано інститутом «Дніпродіпрошахт». Проєктна потужність — 600 тис. тонн на рік. Технологічна схема передбачала збагачення антрациту класу 6—100 мм у мийних жолобах та його відвантаження в розсортованому вигляді. У процесі експлуатації фабрики споруджено ями привізної сировини, жолоби змінено на відсаджувальну машину (клас 6-25 мм) та важкосередовищний сепаратор (клас 25—200 мм), для обробки шламу та зневоднення дрібного продукту встановлено гідроциклони та центрифуги сучасних конструкцій. Продуктивність фабрики підвищилася до 1300 тис. тонн на рік. Як більшість фабрик подібного типу, ГЗФ «Новопавлівська» випускає енергетичний шлам, який осаджується у зовнішніх відстійниках і сезонно відвантажується на теплоенергетичне споживання.
Місцезнаходження: м. Красний Луч, Луганська обл.